# 아드난 바드란
아드난 바드란(아랍어: عدنان بدران, 영어: Adnan Badran, 1935년 12월 15일~)은 요르단의 과학자이자 원장이자 정치인이다. 다시 말해, 전 유엔환경계획 사무총장, 부회장에 아랍 과학원장이고 2005년 4월 7일부터 같은 해 11월 28일까지 요르단 총리직을 수행하였다.

## 일대기
바드란은 예라시에서 태어났다. 그는 미시간 주립 대학교에서 이학 석사와 박사 학위를 받았다. 1966년부터 1986년까지 그는 요르단의 여러 대학교에서 교수로 일하였고 자기 분야에서 빠르게 리더가 되어 여러 권의 교과서와 수많은 논물을 썼다. (특히 아랍 세계의 과학 개발에 대하여) 바드란 교수는 야르무크 대학교를 설립하여 총장이 되었으며 이 대학교는 미국식 고등 교육을 채택한 요르단의 최초의 대학교가 되었다. 뒤에 그는 현재의 요르단 과학 기술 대학교를 설립하였다.
그는 현재 요르단 암만의 주도적인 사설 대학교 가운데 하나로 여겨지는 페트라 대학교의 총장으로 일하고 있다.

## 같이 보기
- 요르단의 총리